# Obrazovanje u Estoniji
Povijest formalnog obrazovanja u Estoniji datira već od 13. i 14. stoljeća kada su osnovane prve monaške i katedralne škole. Prva početnica na estonskom jeziku objavljena je 1575. godine. Najstarije estonsko sveučilište je Sveučilište u Tartuu koje je osnovao švedski kralj Gustav II. Adolf 1632. 1919. godine na estonskim sveučilištima su uvedeni opći smjerovi, koje su profesori predavali na materinskom estonskom jeziku, umjesto dotadašnjeg latinskog ili ruskog jezika.
Današnje obrazovanje u Estoniji podijeljeno je u opće, zanatsko obrazovanje i obrazovanje iz želje ili hobija. Obrazovni sustav se temelji na četiri razine obrazovanja:  predškolsko (vrtić), osnovno (osnovna škola), srednje (srednja škola) i više obrazovanje (sveučilište, viša škola, fakultet). Razvijena mreža škola i podržavajućih obrazovnih institucija je uspostavljena. Estonski obrazovni sustav sastoji se od državnih, općinskih, javnih i privatnih obrazovnih institucija. Trenutno je u Estoniji registrirano 589 škola. 
Više akademsko obrazovanje u Estoniji je podijeljena na tri osnovna stupnja: "bachelor studij", "master studij" i doktorski studij. U nekim vještinama (osnovne medicinske studije, veterinarstvo, ljekarništvo, zubotehnika, arhitektura i učiteljski program) imaju spojene stupnjeve "bachelor" i master studija u jednu cjelinu. Također stupanj "bakalaureusekraad" koji se dodjeljivao prije i tijekom 2002. godine bio je ekvivalent "master stupnju" obrazovanja nakon Bolonjskog procesa 1. rujna 2002. Estonska državna sveučilišta imaju značajno više samostalnosti i podrške nego privatne institucije namijenjene višem obrazovanju bogatijeg sloja stanovništva. U dodatku s organiziranjem akademskog života sveučilišta, ona mogu napraviti novi nastavni plan i program, utvrditi uvjete za upis, odobravati budžet i plan razvoja, vršiti izbor rektora i donijeti ograničene odluke o imovinsko-pravnim odnosima i imovini sveučilišta (koja je kod državnih sveučilišta i imovina države).[5] Estonija ima umjeren broj javnih i privatnih univerziteta. Najveći i najpoznatija državna (javna) sveučilišta su Sveučilište Tartu, Tehnološko sveučilište u Tallinu, Tallinsko sveučilište, Estonsko sveučilište živih znanosti (biologija, medicina, botanika i sl.), Estonska akademija umjetnosti, Estonska akademija glazbe i kazališta. Najveći privatno sveučilište je Međunarodno sveučilište Audentes.
Estonska akademija znanosti nacionalna je estonska znanstvena institucija. Industrija informatičke tehnologije u Estoniji se počela razvijati u kasnim 1950-tim kada su osnovani prvi informatički centri i škole računalstva u Tartuu i Tallinu. Estonski stručnjaci i informatičari uvelike su doprinijeli razvoju standarda softverskog inženjerstva za različita ministarstva Sovjetskog saveza u 1980-tima.

## Vanjske poveznice
- (engl.) Obrazovanje u Estoniji, OECD
- (engl.) Statistike estonskog obrazovnog sustava; klasifikacija programa, studija i broja učenika (pohađatelja) - OECD